# Pomnik Powstańców Śląskich w Knurowie

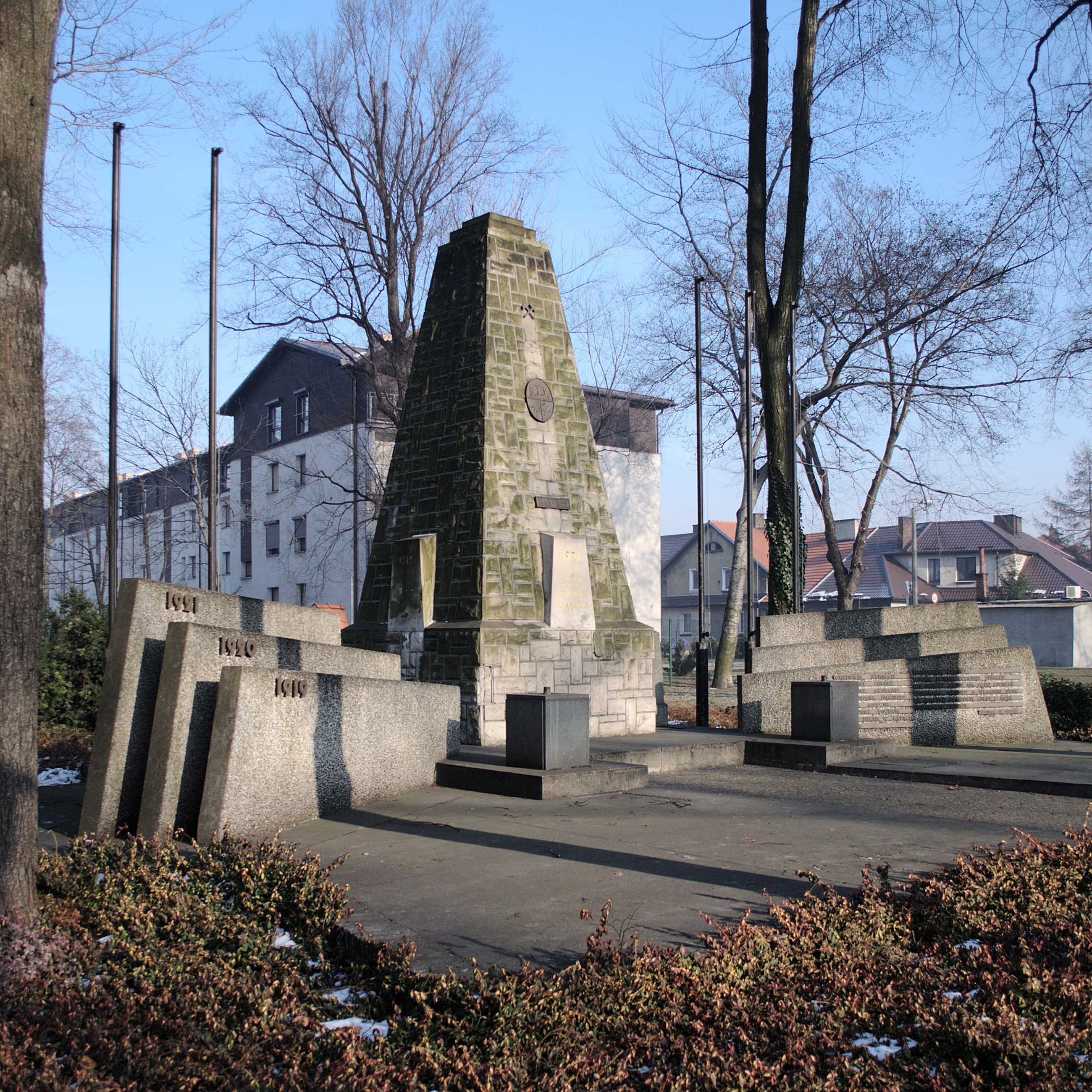

Pomnik Powstańców Śląskich  w Knurowie – obiekt zabytkowy w Knurowie, usytuowany przy ulicy Dworcowej. Pomnik został zbudowany za kadencji ówczesnego naczelnika gminy Knurów, Antoniego Słoniny. W czerwcu 1923 gotowy pomnik poświęcił ksiądz Jan Chrząszcz. Pomnik miał upamiętniać dwóch powstaćów: Pawła Horę i Floriana Henela. Zburzony przez Niemców na początku II wojny światowej. W okresie Polski Ludowej odbudowany jako Pomnik Wdzięczności Armii Czerwonej. Do pierwotnego wyglądu przywrócony w 1995.